# Procesjusz i Martynian
Procesjusz i Martynian (zm. 67?) – męczennicy wczesnochrześcijańscy, święci Kościoła katolickiego i prawosławnego.

## Żywot
Męczenników o takich imionach wzmiankuje Martyrologium Hieronymianum pod dniem 2 lipca. Nie wiadomo, czy legenda łącząca ich z apostołami Piotrem i Pawłem jest prawdziwa.

### Legenda
Według starożytnej legendy święci Procesjusz i Martynian mieli być żołnierzami rzymskimi w czasach Nerona. Powierzono im zadanie strzeżenia w więzieniu mamertyńskim apostołów Piotra i Pawła. Widząc cuda dokonywane przez apostołów oraz wsłuchując się w ich nauki, Procesjusz i Martynian mieli poprosić o chrzest. Kiedy okazało się, iż nie ma wody, której apostołowie mogliby użyć, Piotr miał wyprowadzić strugę ze Skały Tarpejskiej. Po chrzcie neofici mieli zaproponować apostołom pomoc w ucieczce z więzienia. Gdy sędzia Paulin dowiedział się o konwersji strażników, polecił ich uwięzić i torturować, kolejno przez spoliczkowanie, łamanie, opalanie, żądlenie przez skorpiony, aż w końcu zostali straceni przez ścięcie. Święci ponieśli śmierć męczeńską przy Via Aurelia. Ich ciała pochowała na terenie swego prywatnego cmentarza niejaka Lucyna.

## Kult świętych
Męczennicy Procesjusz i Martynian czczeni byli w Rzymie począwszy od III lub IV wieku. Nad ich grobem wzniesiono w IV wieku kościół, w którym w dniu ich wspomnienia papież Grzegorz I miał wygłosić jedną ze swych homilii. Świątynia ta nie zachowała się, ale jej istnienie potwierdził Beda Czcigodny. Relikwie przeniósł w IX wieku do bazyliki św. Piotra papież Paschalis I. W 1605 złożono je do porfirowej urny pod ołtarzem św. Piotra. Wspomnienie liturgiczne przypada 2 lipca, w dniu złożenia ciał na Cmentarzu św. Damazego w Rzymie. W 1969 wspomnienie Procesjusza i Martyniana usunięto z kalendarza świętych. Obowiązuje w rycie rzymskim. Świętych wymienia Martyrologium rzymskie.
W Kościele prawosławnym wspomnienie liturgiczne męczenników przypada na 11 kwietnia (według kalendarza juliańskiego).